# آرت لارسن
 آرت لارسن (انگلیسی: Art Larsen؛ زاده ۱۷ آوریل ۱۹۲۵ درگذشته ۷ دسامبر ۲۰۱۲) یک تنیس‌باز اهل ایالات متحده آمریکا بود.